# Rosema pallidicosta
Rosema pallidicosta är en fjärilsart som beskrevs av William Schaus 1906. Rosema pallidicosta ingår i släktet Rosema och familjen tandspinnare. Inga underarter finns listade.